# Боксицька
Боксицька (пол. Boksycka) — село в Польщі, у гміні Кунув Островецького повіту Свентокшиського воєводства.
Населення — 700 осіб (2011).
У 1975-1998 роках село належало до Келецького воєводства.

## Демографія
Демографічна структура на день 31 березня 2011 року:
|          | Загалом | Допрацездатний вік | Працездатний вік | Постпрацездатний вік |
| -------- | ------- | ------------------ | ---------------- | -------------------- |
| Чоловіки | 342     | 65                 | 239              | 38                   |
| Жінки    | 358     | 60                 | 208              | 90                   |
| Разом    | 700     | 125                | 447              | 128                  |